# NFPA 704
NFPA 704 (tudi diamant ognja, nevarnostni diamant) je standard, ki ga je zasnovala ameriška Nacionalna požarnovarstvena organizacija (National Fire Protection Association) za hitrejše in učinkovitejše prepoznavanje nevarnih snovi.
Prepoznavanje nevarnih snovi pride še posebno prav v primeru nesreče, ko je treba hitro in učinkovito ukrepati in uporabiti najbolj primerno opremo za reševanje in zagotoviti vsa varnostna sredstva.

## Simboli
Za diamant ognja so značilne štiri barvne kode in sicer modra, ki označuje stopnjo nevarnosti za zdravje, rdeča vnetljivost, rumena kemično reaktivnost in zadnja bela barva vsebuje posebne označbe za posebna tveganja, če so prisotna.
Vse barvne kode razen bele se označujejo številčno od 0 do 4, kjer 0 pomeni, da ni nevarnosti, medtem ko 4 pomeni zelo resno tveganje.
| Nevarnost za zdravje (modra) | |
| 4                            | Smrtno nevarno Škodljive so že zelo majhne koncentracije; potrebna popolna zaščitna oprema (npr. vodikov cianid) |
| 3                            | Zelo nevarno Jedko in strupeno; izogibati se neposrednemu stiku in vdihavanju (npr. plinast klor)                |
| 2                            | Nevarno Škodljivo ob vdihavanju ali zaužitju (npr. etilni eter)                                                  |
| 1                            | Manj nevarno Dražilno ob neposrednem stiku (npr. aceton)                                                         |
| 0                            | Brez nevarnosti                                                                                                  |

| Nevarnost požara (rdeča) |                                                    |
| 4                        | Plamenišče pod 23 °C (npr. propan)                 |
| 3                        | Plamenišče od 23 °C do 38 °C (npr. bencin)         |
| 2                        | Plamenišče od 38° do 60 °C (npr. dizelsko gorivo). |
| 1                        | Plamenišče od 60 °C do 100 °C (npr. sojino olje)   |
| 0                        | Ne gori (npr. voda)                                |

| Reaktivnost - nestabilnost (rumena) |                                                                                            |
| 4                                   | Velika nevarnost eksplozije (npr. nitroglicerin)                                           |
| 3                                   | Nevarnost eksplozije zaradi vpliva toplote ali mehaničnega pretresa (npr. amonijev nitrat) |
| 2                                   | Možna burna kemična reakcija (npr. fosfor)                                                 |
| 1                                   | Nestabilno pri segrevanju (npr. natrijev hidroksid)                                        |
| 0                                   | Stabilno (npr. helij)                                                                      |

| Posebna nevarnost (bela) |                                                                          |
| W                        | Ne uporabiti vode (npr. cezij, natrij)                                   |
| OX or OXY                | Oksidant (npr. kalijev perklorat, amonijev nitrat)                       |
| SA                       | Strupeno (npr. dušik, helij, neon, argon, ioni kriptona ali ksenon)      |
| COR                      | Jedko; močne kisline ali baze (npr. žveplova kislina, kalijev hidroksid) |
| BIO                      | Biološke nevarnosti (npr. virus črnih koz)                               |
| POI                      | Strupeno                                                                 |
| ()                       | Radioaktivno (npr. plutonij, uran)                                       |
| CRY or CRYO              | Kriogenik (npr. tekoči dušik)                                            |

Opomba: Samo W, OX/OXY in SA so uradno del standarda NFPA 704.
Čeprav je oznaka SA uradno del NFPA 704, se je pogosto ne uporablja.